# غلامرضا رحیم‌زاده ارژنگ
غلامرضا رحیم‌زاده ارژنگ (۱۲۷۹ شوروی – درگذشته ۱۳۳۹، تهران) نقاش، مجسمه‌ساز و پیکرتراش ایرانی بود. نقش برجسته انوشیروان دادگر در کاخ دادگستری (۱۳۲۱) و تندیس «نبرد گرشاسب با اژدها» در میدان باغشاه (میدان حر کنونی) (۱۳۱۲–۱۳۱۵ انجام پروژه) از آثار برجسته ایشان به شمار می‌روند.
وی پسر خاله حسن ارژنگ نژاد، مجسمه ساز مشهور ایرانی است.

## زندگی‌نامه
رحیم‌زاده ارژنگ فارغ التحصیل‌ دانشگاه کیف در شوروی در رشتهٔ نقاشی و مجسمه‌سازی بود. این دانشگاه در زمان شوروی سابق جزء سه دانشگاه برتر شوروی سوسیالیستی بوده و در حال حاضر، معتبرترین دانشگاه کشور اوکراین است.

## آثار
- «تندیس نبرد گرشاسب با اژدها» که در سال ۱۳۱۵ در میدان باغشاه (میدان حر کنونی) نصب شد[۵]، گرشاسپ از پهلوانان شاهنامه را در حال نبرد با یک اژدها نمایش می‌دهد. گرشاسپ در حالی که نیزه‌ای به دست دارد، در حال نبرد با اژدهایی است که به دور بدن او پیچیده و دهان به روی گرشاسپ باز کرده‌است. این اژدها نماد نیروهای اهریمنی است که انسان را در حلقه خود قرار داده است. گرشاسپ با نیزه به دهان اژدها حمله کرده و می‌تواند نماد پیروزی نیکی بر بدی باشد.[۳][۴] در ادبیات اساطیری ایران، «گرشاسپ» نماد انسان و «اژدها» نماد نفس سرکش اوست.[۴][۵]

- مجسمه‌های شیر ورودی ساختمان صندوق پس‌انداز بانک ملی [۶]

- نقش برجسته انوشیروان دادگر در کاخ دادگستری مهمترین نقش برجسته پروژه کاخ دادگستری

- مجسمه فردوسی در میدان فردوسی مشهد (کار مشترک با مرحوم اسماعیل ارژنگ و حسن ارژنگ نژاد)[۷]

- نقش‌برجسته بهرام گور و خسروپرویز در ورودی کاخ سفید واقع در کاخ سعدآباد (با همکاری حسن ارژنگ نژاد)

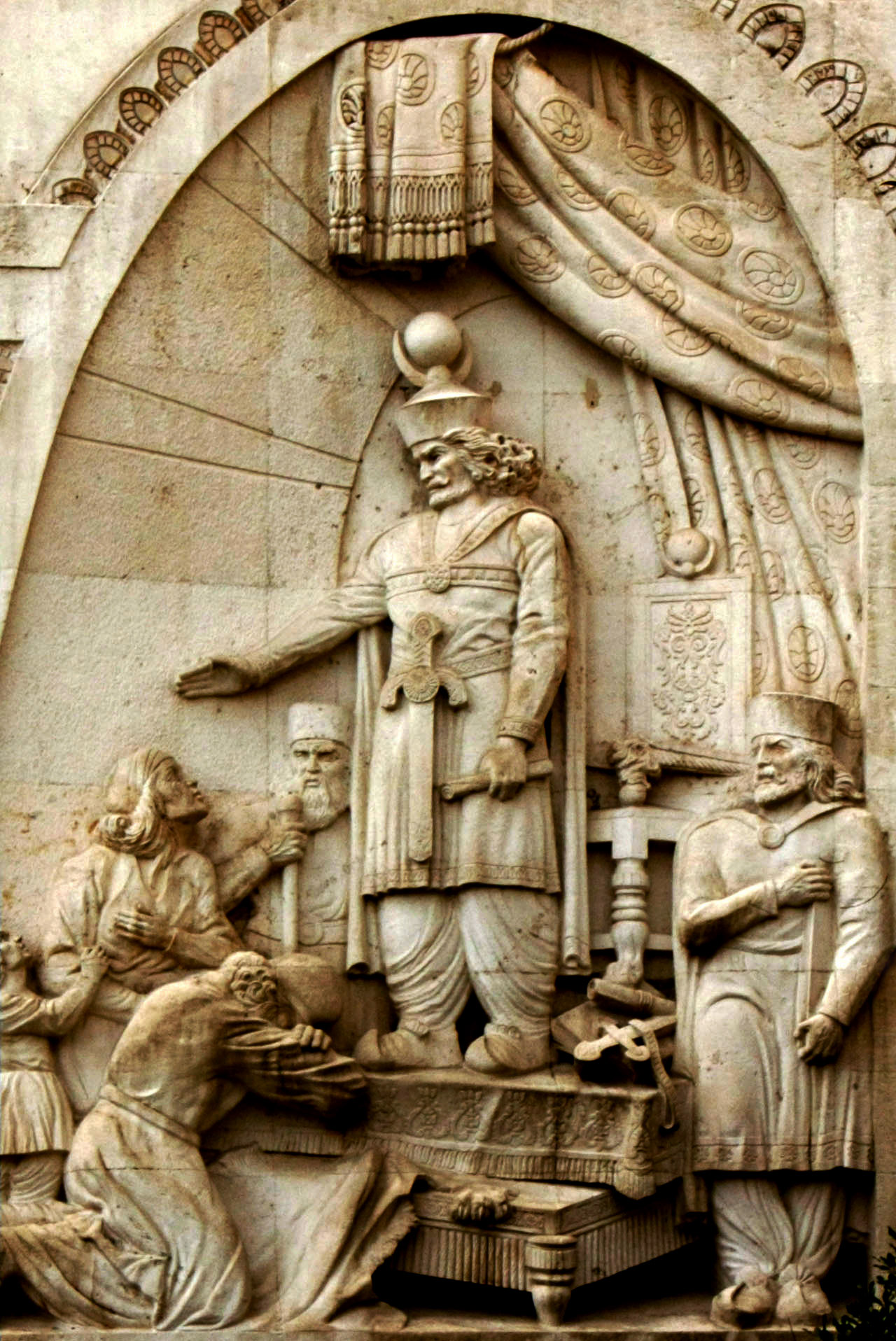
نقش برجسته انوشیروان دادگر در کاخ دادگستری تهران
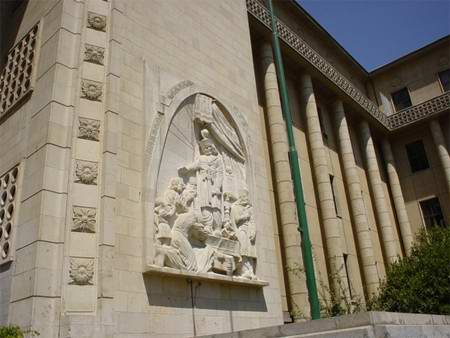
نمایی دیگر از نقش برجسته انوشیروان دادگر
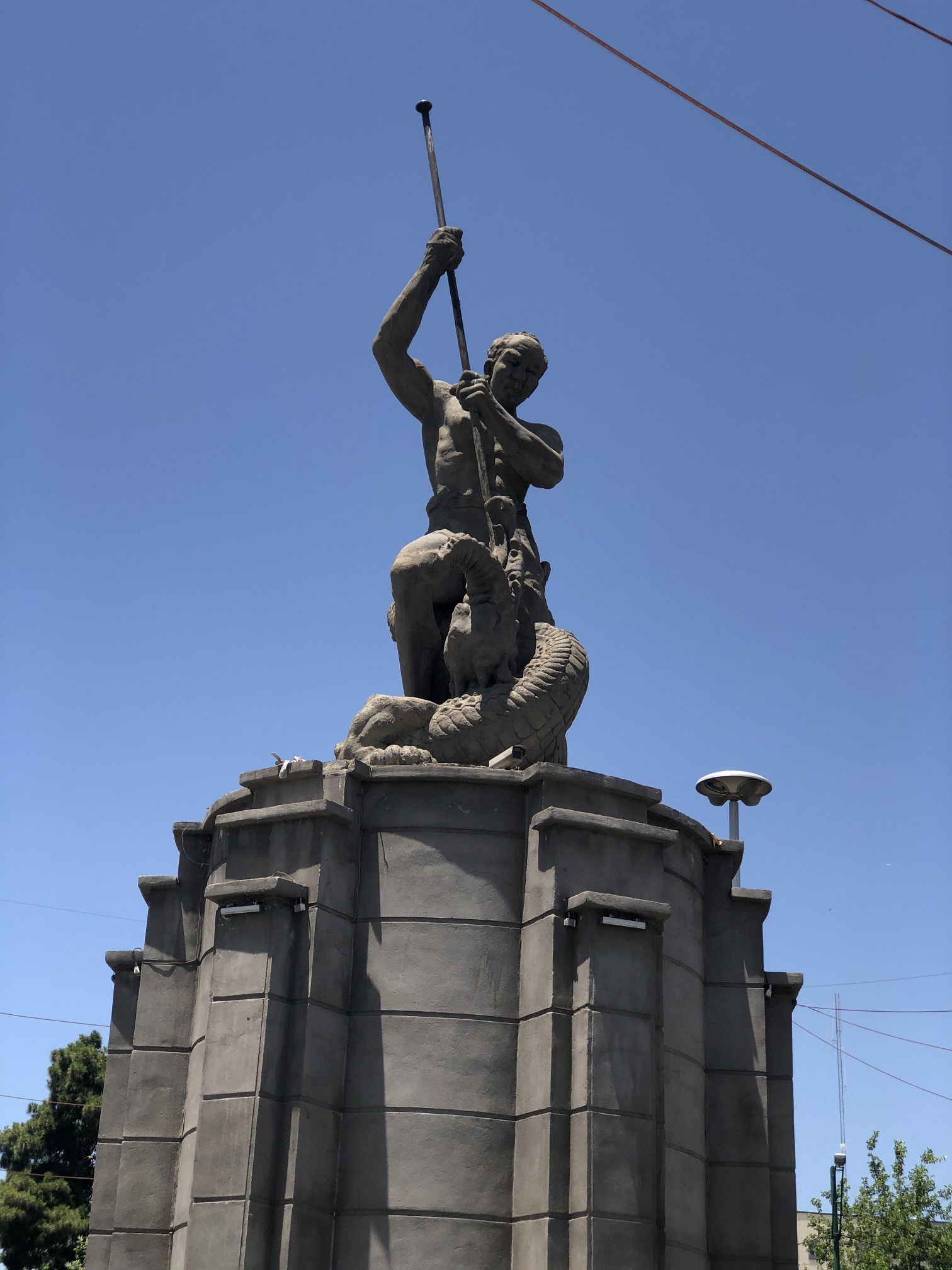
تندیس نبرد گرشاسب با اژدها در میدان باغشاه (میدان حر)
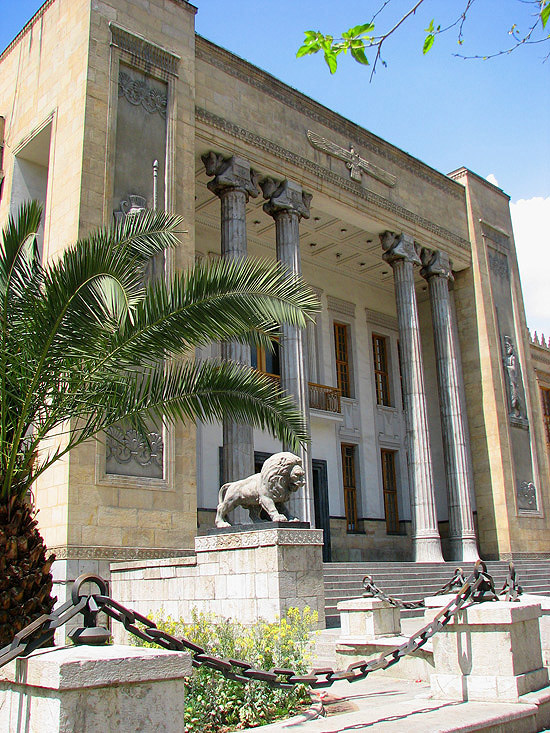
شیر ورودی صندوق پس انداز ملی